# دم‌قطاری دم‌سیاه
دم‌قطاری دم‌سیاه (نام علمی: Lesbia victoriae) گونه‌ای مرغ مگس از تیرهٔ مگس‌مرغان (Trochilidae) است. بین ۲۵۰۰ تا ۳۸۰۰ متر در کلمبیا، اکوادور و پرو یافت می‌شود. زیستگاه‌های طبیعی آن جنگل‌های کوهستانی نمناک نیمه‌گرمسیری یا گرمسیری، بوته‌زارهای نیمه‌گرمسیری یا گرمسیری با ارتفاع بالا و جنگل‌های پیشین به شدت دگرگون‌شده است.